# Svatá Dorota

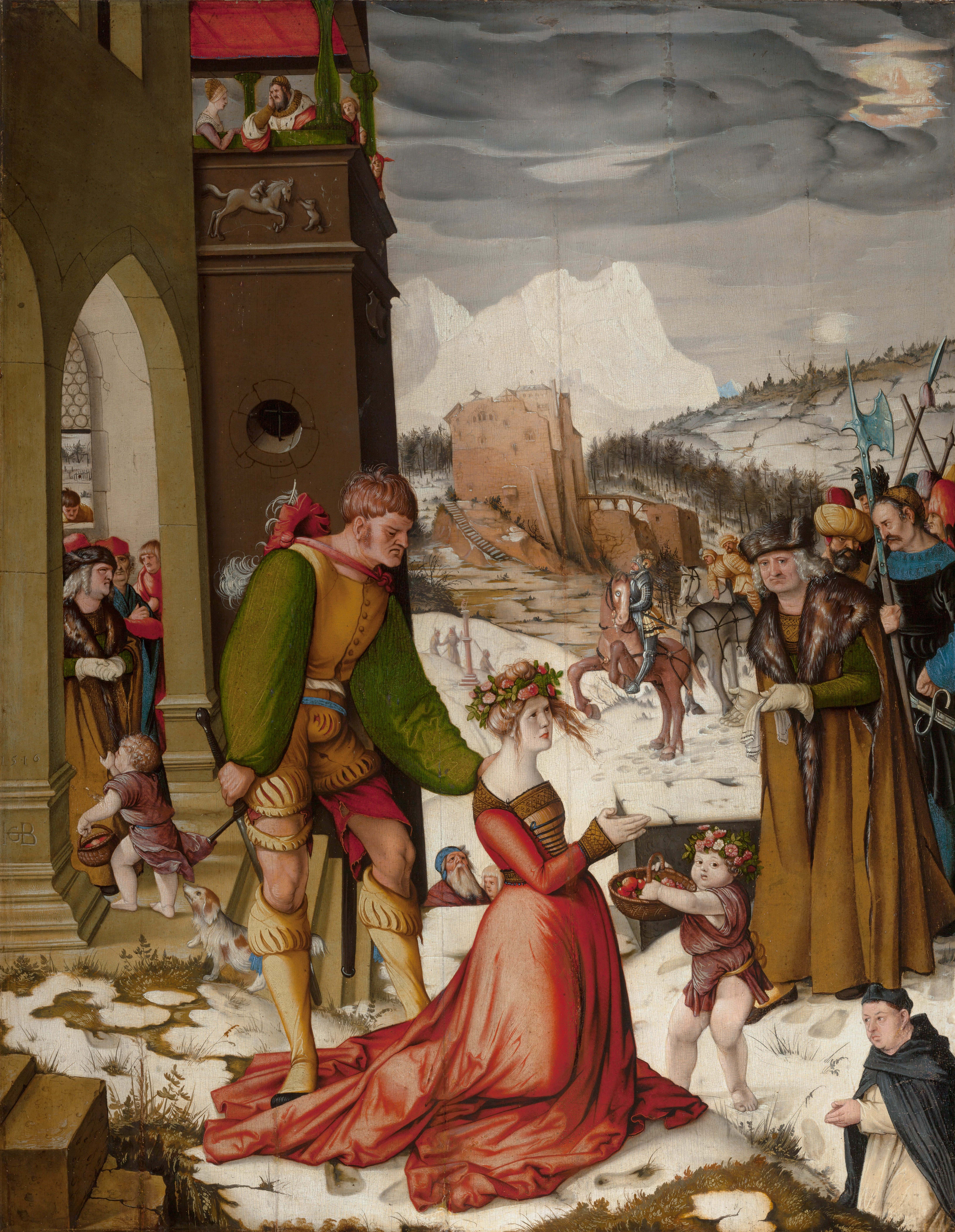
Hans Baldung Grien: Stětí svaté Doroty, Národní galerie v Praze

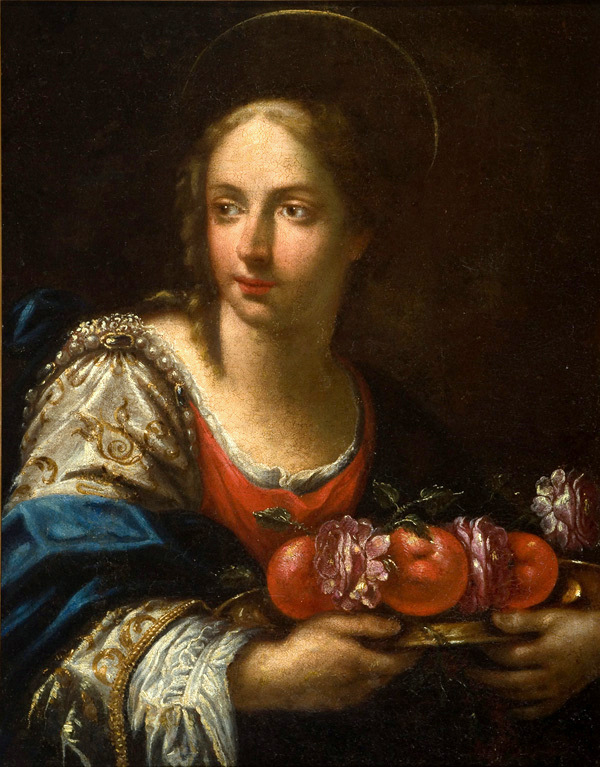
Girolamo Donnini: Svatá Dorota

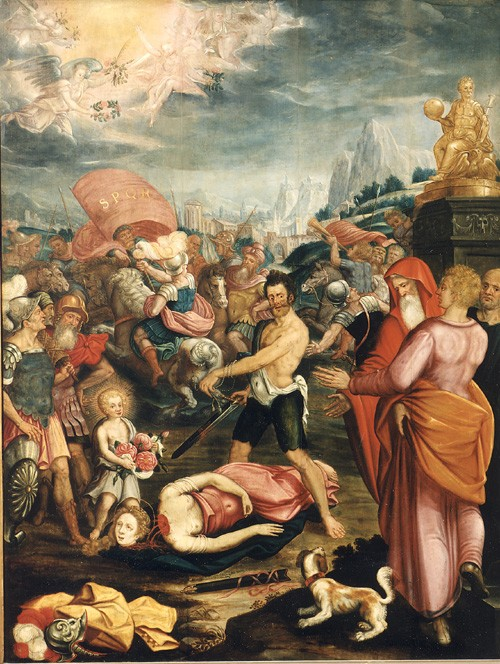
Josse van der Baren: Mučednictví sv. Doroty (střední panel)

Svatá Dorota (řecky Δωροθέα, Dorothea) z Ceasareje je panna a mučednice, která byla pro víru v Krista popravena na počátku 4. století. Narodila se kolem roku 280, sťata mečem byla asi v roce 305 (jsou udávána i jiná data popravy v rozmezí let 303–311). Památka sv. Doroty je slavena katolickou církví 6. února (den její smrti). Po druhém vatikánském koncilu nebyla zahrnuta do nového církevního kalendáře pro nedostatek spolehlivých historických pramenů o jejím životě a smrti.

## Legenda
Dorota (řecky Δωροθέα, Dorothea, tj. bohyně darů nebo dar boží, Bohdanka) byla křesťanská panna v Ceasareji. Vynikala bohabojností, čistotou a krásou. Během pronásledování křesťanů byla předvedena k císařskému náměstku Sapriciovi (bývá nazýván též Apricius nebo Fabricius) a ten ji vyzval, aby se obětovala pohanským bohům. Bude tak moci zachovat svůj život, provdat se a užívat radostí. Dorota odpověděla: „Jsem křesťanka a víry Kristovy se nezřeknu. Za muže se nevdám, neboť jsem Kristu slíbila své panenství."
Sapricius dal Dorotu odvléci do žaláře a poslal k ní dvě sestry, sv. Christu a sv. Kallistu, bývalé křesťanky, které z bázně před mukami zapřely svou víru. Tyto dvě dívky ji měly odvrátit od víry v Krista. Sv. Dorota však obě dívky znovu obrátila na křesťanskou víru. Náměstek Sapricius dal tedy Christu a Kallistu usmrtit v kotli, jenž byl naplněn vroucí smolou. Obě sestry tak mučednickou smrtí napravily své někdejší odpadnutí od Krista.
Dorotu dal Sapricius roztáhnout na skřipci, bičovat a pálit pochodněmi. Ona se však v bolestech radovala, že zachránila duše Christy a Kallisty, a proto ji Sapricius odsoudil na smrt mečem. Když kráčela na popraviště, byl zimní den, ledový vítr burácel krajem a všude bylo plno sněhu. Dorota řekla ke křesťanům, kteří ji doprovázeli: „Jak pustá a nevlídná je země. Jak plesám, že mám vstoupit do ráje, kde blaženost nikdy nemizí, kde je krása a blaho, jehož oko nikdy nevídalo, kde lilie se skví, vonné růže kvetou a sladké ovoce zraje."
Poslední slova náhodou zaslechl Theofil, pohan, který se rád křesťanům posmíval. Přistoupil se smíchem k Dorotě a řekl: „Nevěsto Kristovo! Pošli mi z ráje, o němž mluvíš, kytici vonných růží a sladké ovoce." Světice mu vážně odpověděla: „Dostaneš, čeho si přeješ, a hleď, ať jsi daru hoden."
Brzo poté přistoupilo k Dorotě sličné pacholátko a drželo v ruce tři vonné růže a tři jablka. Podalo jí růže i jablka se slovy, že je to dárek od nebeského ženicha. Světice dítěti přikázala, aby dar odevzdalo Theofilovi se vzkazem, že mu to posílá Dorota ze zahrady ráje. Krátce nato byla sťata katem.
Theofil uviděl plody ráje a uvěřil v Krista. Když ho Sapricius nemohl od křesťanské víry odvrátit, kázal natáhnout ho na skřipec, trhat jeho tělo železnými háky a pálit pochodněmi. Bylo to však marné, a tak odsoudil Theofila ke stětí mečem. Mučednictví svaté Doroty, Christy, Kallisty a Theofila se odehrálo asi roku 305.

## Kult

### Obecně
Úcta ke sv. Dorotě počala v římskokatolické církvi v 7. století, její památka se světí 6. února. V církvi východní není tato světice známa. Dorota se počítá do sboru čtrnácti svatých pomocníků a je zařazena mezi tzv. Quattuor Virgines Capitales [čtyři panny hlavní, vynikající], kam kromě ní patří ještě sv. Barbora, sv. Kateřina a sv. Markéta; bývají často zobrazovány společně.
Zobrazována bývá s korunou na hlavě, občas je místo koruny věnec z růží. Někdy bývá přítomno nebeské pachole, které přináší košíček s ovocem, jindy drží košíček s ovocem a růžemi sama. Dalšími atributy této panny a mučednice mohou být ratolesti, meč, paví pero, palma.
Svatá Dorota je patronkou zahradníků, květinářů, pivovarníků, horníků, novomanželů, nevěst, šestinedělek. Pomáhá při porodních bolestech, v chudobě, ve smrtelných nebezpečích, při křivém obvinění.
Do nového kalendáře římskokatolické církve (po druhém vatikánském koncilu) nebyla Dorota zařazena pro nedostatek spolehlivých historických dokladů o její existenci. Na našem území je jí zasvěcena např. kaple v Rebešovicích.

### Úcta v českých zemích
Osoba svaté Doroty bývala v českých zemích ve velké vážnosti a zvláště v baroku byla velmi oblíbena jako téma duchovních písní, epických duchovních skladeb, legend a lidových her. V některých krajích se slavila její výroční památka (6. 2.) zvláštním lidovým obřadem, kterému se říkalo chodit se svatou Dorotou. Chodívalo několik fantasticky přistrojených osob: král, sv. Dorota, mládenec, kat, anděl, čert. Provozovali lidovou hru, upravenou dle legendy o světici, a za to se jim dostávalo dárků. Jak takové chození s Dorotou vypadalo, vylíčila Božena Němcová ve 12. kapitole Babičky.
Snad i v důsledku těchto lidových her ztrácela sv. Dorota postupem času na vážnosti. „Již k roku 1574 máme literární doklad, že se slova dóra užívalo ve významu hloupá husa; a tento význam zůstal důře podnes. Ještě horšího významu nabylo plné znění Dorota: jakožto dorota, dorotka je to nevěstka..." Dle výkladu profesora Machka bývalo jméno Dorota kdysi velmi časté, ale když ve městech vyšlo z módy a drželo se pak jen na venkově, označovali měšťáci tímto jménem prostoduché venkovské služky (ve významu hlupačka, nepořádnice); ty pak někdy poklesaly na „lehké" a odtud další význam nevěstka. Vzniklo dokonce i sloveso dorotit, tj. živit se prostitucí.

### Píseň ke svaté panně Dorotě
Nad květy Vesny spanilé

jimiž se třpytí svěží luh,

cnosti jsou květy rozmilé

těmi se zdobí zbožný duch.

Nejdražší odměna

Bohem ti slíbena.

Takový květ je Dorota

která se ctí a slávou tkví,

ve věčných sídlech života

korunou blahoslovenství.

Za mladost nevinou,

smrt volíš jedinou.

Dorota hlavu naklání

poslední vzdech již vydává,

tři proudy krve vytryskly

života změna nastává:

pozemsky zhasíná

nebesky začíná.